# 諾伊邁爾山
75°16′S 162°17′E / 75.267°S 162.283°E
諾伊邁爾山（德語：Mount Neumayer），是南極洲的山峰，位於維多利亞地的斯科特海岸，處於大衛冰川終點北面，海拔高度720米，以德國地球物理學家命名，現時由南極條約體系管理。